# Pampita Online
Pampita Online es un programa de televisión argentino actualmente emitido por Net TV y es producido por Kuarzo Entertainment Argentina. Conducido por la modelo Carolina «Pampita» Ardohain.

## Formato
Este programa marca el debut de la modelo Carolina «Pampita» Ardohain como conductora en su país y por primera vez, con un programa propio.

## Equipo
Resaltado en negrita y cursiva se encuentran los componentes actual del programa.

### Conductores
- Carolina «Pampita» Ardohain (2017-2021)
- Claudia Fontán (2018, 2019–reemplazo)
- María Vázquez (2019–reemplazo)[3]
- Luciana Salazar (2019–reemplazo)
- Denise Dumas (2021–reemplazo)

### Panelistas
- Gabriel Oliveri (2017-2021)
- Julieta Novarro (2017-2021)
- Alejandra Martinez (2019-2021)
- Cora de Barbieri (2020-2021)
- Pablo Muney (2020-2021)
- Alvaro Norro (2019-2021)
- Paula Galloni (2017-2021)
- Barbara Franco (2019-2021)
- Natalie Weber (2021)
- Karina Iavícoli (2021)
- Soledad Villarreal (2019-2021)
- Carolina Molinari (2019-2020)
- Micaela Viciconte (2020)
- Ángeles Balbiani (2017-2018)
- Hernan Drago (2019-2020)
- Puli Demaria (2017-2020)
- Bárbara Simons (2017-2018)
- Natalia Chamorro (2017)
- Flavio Mendoza (2017-2018)
- Julieta Fasce (2017)
- Luis Piñeyro (2018-2020)
- Martín Arozarena (2017-2020)
- María Sol Pérez (2018)
- Federico Bal (2018)
- Agustina Peñalva (2019-2020)
- Rocío Guirao Díaz (2019-2020)
- Geraldine Neumann (2019-2020)
- Julieta Kemble (2019-2020)
- Antonella Macchi (2019-2020)
- Silvina Luna (2020)

## Temporadas
La primera temporada del show, conducido por Pampita, comenzó el 21 de junio de 2017 y llegó a su fin el 15 de diciembre de 2017 en el canal KZO en Argentina y La Red en Chile: en esta temporada la conductora Carolina Ardohain está acompañada por sus amigas que ejercían el rol de panelistas. La segunda temporada del show, conducido por Pampita, comenzó el 16 de abril de 2018 y llegó a su fin el 6 de julio de 2018, esta vez en un nuevo canal, Telefe, con una escenografía totalmente renovada, nuevas secciones y renovación en el personal: ante la renuncia Carolina Ardohain a Telefe el 2 de julio de 2018, la conductora es reemplazada por Claudia Fontán y María Sol Pérez (leer más aquí).
La tercera temporada del show, conducido por Pampita, comenzó el 18 de marzo de 2019 y llegó a su fin el 19 de diciembre de 2019, esta vez en un nuevo canal, Net TV, con una escenografía totalmente renovada, nuevas secciones y renovación en el personal; la quarteira temporada del show, conducido por Pampita, comenzó el 16 de marzo de 2020 en el canal Net TV, y en esta cuarta temporada la conductora Carolina Ardohain está acompañada por sus amigas que ejercían el rol de panelistas, pero debido a la pandemia de COVID-19 en Argentina, el show se detuvo el 19 de marzo de 2020 para reanudarse el 29 de junio de 2020 hasta el final natural (el 18 de diciembre de 2020) y, después de las vacaciones habituales, el 15 de marzo de 2021 comenzó la quinteira temporada del show, siempre en Net TV con la conducción de Pampita, y esta temporada llegó a su fin el 17 de diciembre de 2021.

## Emisión
| Temporada | Temporada | Programas | Emisión original    | Emisión original        | Emisión original |
| Temporada | Temporada | Programas | Primera emisión     | Última emisión          | Cadena           |
| --------- | --------- | --------- | ------------------- | ----------------------- | ---------------- |
|           | 1         | 118       | 2 de mayo de 2017   | 15 de diciembre de 2017 | KZO              |
|           | 2         | 288       | 1 de abril de 2018  | ¿?                      | KZO              |
|           | 2         | 60        | ¿?                  | 10 de julio de 2018     | Telefe           |
|           | 3         | 199       | 18 de marzo de 2019 | 19 de diciembre de 2019 | Net TV           |
|           | 4         | 4         | 16 de marzo de 2020 | 19 de marzo de 2020     | Net TV           |
|           | 4         | ¿?        | 29 de junio de 2020 | 18 de diciembre de 2020 | Net TV           |
|           | 5         | ¿?        | 15 de marzo de 2021 | 17 de diciembre de 2021 | Net TV           |

## Premios y nominaciones
| Lista de premios y nominaciones | Lista de premios y nominaciones  | Lista de premios y nominaciones         | Lista de premios y nominaciones | Lista de premios y nominaciones | Lista de premios y nominaciones | Lista de premios y nominaciones |
| Año                             | Organización                     | Categoría                               | Nominado/a (s)                  | Resultado                       | Ref(s)                          |                                 |
| ------------------------------- | -------------------------------- | --------------------------------------- | ------------------------------- | ------------------------------- | ------------------------------- | ------------------------------- |
| 2017                            | Premios Tato                     | Mejor Conducción Femenina — Cable       | Pampita                         | Nominada                        | [ 14 ]                          |                                 |
| 2018                            | Premios Martín Fierro de Cable   | Mejor Magazine                          | Pampita Online                  | Nominado                        | [ 15 ]                          |                                 |
| 2018                            | Premios Martín Fierro de Cable   | Mejor Labor en Conducción Femenina      | Pampita                         | Nominada                        | [ 15 ]                          |                                 |
| 2019                            | Premios Martín Fierro de la Moda | Mejor Estilo — Conductora de Televisión | Pampita Online                  | Nominada                        | [ 16 ]                          |                                 |
| 2019                            | Premios Martín Fierro de la Moda | Mejor Look — Alfombra Roja              | Pampita                         | Ganadora                        | [ 16 ]                          |                                 |

## Online/Gossip
El lunes 2 de julio de 2018 la modelo se habría negado a realizar el programa y presentó la renuncia de Pampita luego de enterarse de que su programa sería levantado el viernes 13 de julio de 2018 de la pantalla de Telefe; por otra parte, Sol Pérez la reemplazaría en el programa del lunes 2 de julio, y Claudia Fontán tomaría las riendas de Pampita Online a partir del martes 3 hasta el viernes 6 de julio que se emitiría el último programa: además, Bárbara Simons también presentó su renuncia el lunes 2 de julio de 2018 tras la salida de la conductora Carolina «Pampita» Ardohain y por no estar de acuerdo con el reemplazo, en el rol de conductora, de María Sol Pérez.
Luego de terminar su ciclo el 10 de julio de 2018 en Telefe, la empresa productora Kuarzo decidió que el programa continuaría bajo la conducción de Sol Pérez y Luis Piñeyro en el canal de cable KZO, pero ahora sería denominado simplemente Online. Como panelista continua Ángeles Balbiani y se suma Gabriel Oliveri (este último en 2019 pasa a Net TV para participar en Pampita Online). El programa Online cambio nuevamente de nombre en 2019, ahora sería denominado - esta vez en forma permanente - Gossip tras el regreso del programa original Pampita Online presentado por Carolina Ardohain a Net TV.